# Lista siturilor arheologice din județul Brașov - Z
Lista siturilor arheologice din județul Brașov - Z conține toate siturile arheologice din județul Brașov înscrise în Repertoriul Arheologic Național (RAN) și aflate în localități al căror nume începe cu litera Z. RAN este administrat de Ministerul Culturii și Patrimoniului Național și cuprinde date științifice, cartografice, topografice, imagini și planuri, precum și orice alte informații privitoare la zonele cu potențial arheologic, studiate sau nu, încă existente sau dispărute.
Puteți căuta un sit din localitățile care încep cu litera Z folosind formularul de mai jos sau puteți naviga prin toate siturile din județ la Lista siturilor arheologice din județul Brașov.
| Cod RAN                                | Denumire                                                                                  | Localitate                   | Adresă | Datare     | Descoperit | Coordonate | Imagine           | Erori            |
| -------------------------------------- | ----------------------------------------------------------------------------------------- | ---------------------------- | ------ | ---------- | ---------- | ---------- | ----------------- | ---------------- |
| 40508.01                               | Descoperirile de la Zărnești (Categorie: neprecizată) (Tip: neprecizat)                   | oraș Zărnești                |        |            |            |            | Încărcați imagine | Raportați eroare |
| 40508.01.02                            | Descoperirile de la Zărnești / ansamblu anonim (Categorie: neprecizată) (Tip: Depozit)    | oraș Zărnești                |        |            |            |            | Încărcați imagine | Raportați eroare |
| 42049.01                               | Toporul neolitic de la Zizin (Categorie: neprecizată) (Tip: neprecizat)                   | sat Zizin, comuna Tărlungeni |        |            |            |            | Încărcați imagine | Raportați eroare |
| 40508.04.01 (Cod LMI: BV-II-a-B-11850) | Centrul istoric din Zărnești / ansamblu anonim (Categorie: locuire civilă) (Tip: Așezare) | oraș Zărnești                |        | sec. XVIII |            |            | Încărcați imagine | Raportați eroare |